# Say Anything
Say Anything — настільна гра, розроблена Домініком Крапучеттсом і Сатішем Пілалламаррі. Гра була випущена компанією North Star Games у 2008 році як продовження відзначеної нагородами гри Wits & Wagers

## Ігровий процес
Say Anything дуже схожа на Wits & Wagers, але гравці відповідають на відкриті суб’єктивні запитання замість питань на знання. Мета гри — змусити людей говорити про цікаві речі та сміятися. 
У кожному раунді один із гравців виконує роль Судді. Він бере картку і читає одне із запитань. Наприклад:
- Що найкраще зробити на Місяці?
- Чого найцікавішого можна навчити мавпу?
- Який найкращий бойовик усіх часів?
- Який найважливіший винахід останнього століття?
- Хто найнадокучливіша знаменитість у шоу-бізнесі?

Інші гравці записують свої відповіді на спеціальні дошки і кладуть їх горілиць на стіл. Після того, як усі відповіді розміщені, Суддя таємно обирає свою улюблену відповідь. Кожен інший гравець має два жетони, щоб зробити ставки на ту відповідь, яку, на їхню думку, обрав Суддя. Гравці отримують по одному балу за кожну правильну ставку. Гра завершується після певної кількості раундів, зазвичай близько 20.

## Відгуки
Say Anything отримала багато нагород, зокрема премію BoardGameGeek за Найкращу гру для вечірок 2008 року , а також Origins Award за Найкращу дитячу, сімейну або вечіркову гру 2008 року.